# Vincenzo Cerulli Irelli (1871)
Vincenzo Cerulli Irelli (Teramo, 7 giugno 1871 – 1º giugno 1954) è stato un politico italiano.

## Biografia
Figlio di Giuseppe Cerulli Irelli, più volte deputato, e Giuseppina Irelli, figlia del senatore e sindaco di Teramo Vincenzo Irelli, nacque a Teramo nel 1871. Tra i maggiori proprietari terrieri della provincia, già presidente del Sindacato agrario, fu eletto alle elezioni politiche del 1924 alla Camera dei deputati nella circoscrizione Abruzzi e Molise nella cosiddetta Lista Nazionale; durante il suo mandato rappresentò le necessità di ammodernamento del settore agricolo. Finì il proprio mandato nel 1929, non ricandidandosi. Alla morte del figlio Ermanno istituì presso il Liceo classico Melchiorre Delfico di Teramo una Fondazione con lo scopo di aiutare gli studenti meritevoli a proseguire gli studi. Morì nel 1954.